# Lerista dorsalis
Lerista dorsalis är en ödleart som beskrevs av  Storr 1985. Lerista dorsalis ingår i släktet Lerista och familjen skinkar. Inga underarter finns listade i Catalogue of Life.